# Schelldorf
Schelldorf este o comună în Saxonia-Anhalt, Germania